# Pimienta

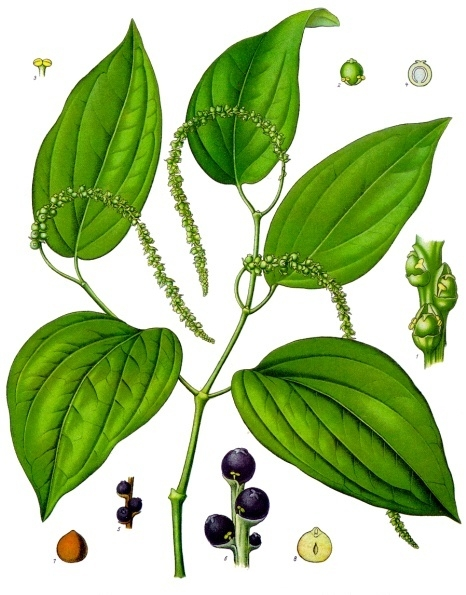
Piper nigrum, la más corriente de las especies, en Köhler's Medizinal-Pflanzen, 1887.

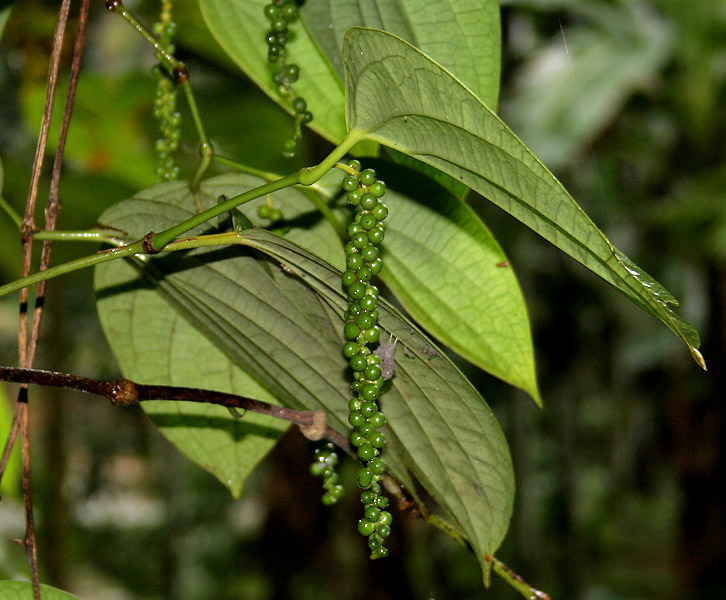
Racimo de granos aún verdes in situ de Piper nigrum

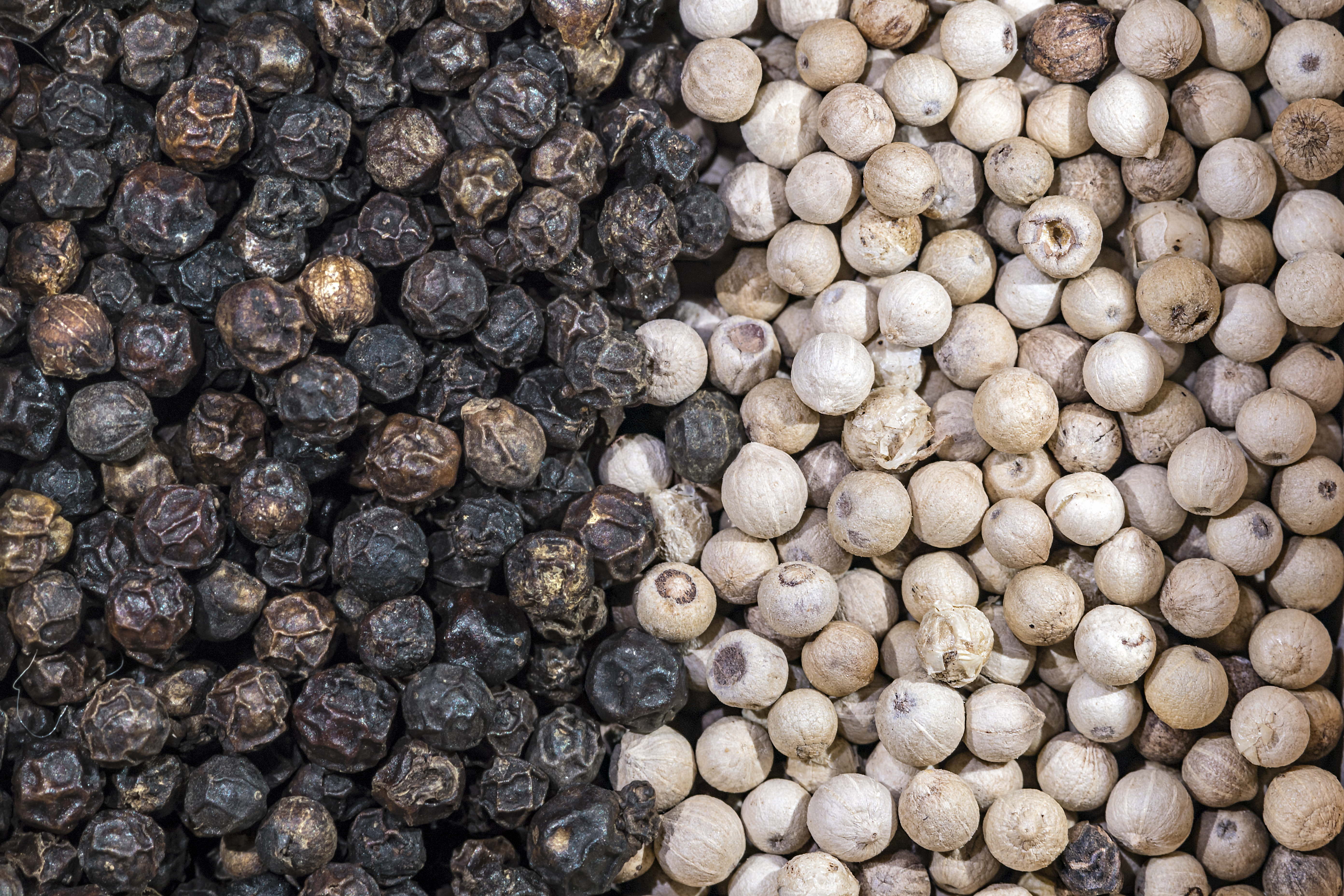
Granos de pimienta blanca y negra

Se llama pimienta a cualquiera de las especies de plantas del género Piper y las especias que se extraen de ellas, en especial a Piper nigrum, la pimienta del Viejo Mundo, la más extendida de estas especies, de la que se obtienen las especias llamadas pimienta negra, pimienta blanca y pimienta verde. También pertenecen a este género las especias denominadas pimienta bengálica o pimienta larga (Piper longum), de origen índico y poco usada; la pimienta de Java o pimienta de cubeba (Piper cubeba), empleada tradicionalmente como medicamento; la pimienta de Guinea (Piper guineense); y la pimienta índica (Piper betle).

## Producción de pimienta
Producción mundial de pimienta (sin distinguir entre especies), en 2011 (en toneladas):
- Vietnam: 109 400
- Indonesia: 77 800
- India: 52 000
- Brasil: 44 610
- China: 32 155
- Sri Lanka: 25 707
- Malasia: 19 456
- Tailandia: 4395
- Madagascar: 4392
- México: 3463
- Filipinas: 3369
- Ghana: 3082
- Ruanda: 2750
- Camboya: 2304
- Ecuador: 2234
- Uganda: 1621
- Zimbabue: 1606
- Níger: 1105
- Malaui: 1100
- Costa Rica: 1040

## Otras especias erróneamente llamadas «pimientas»

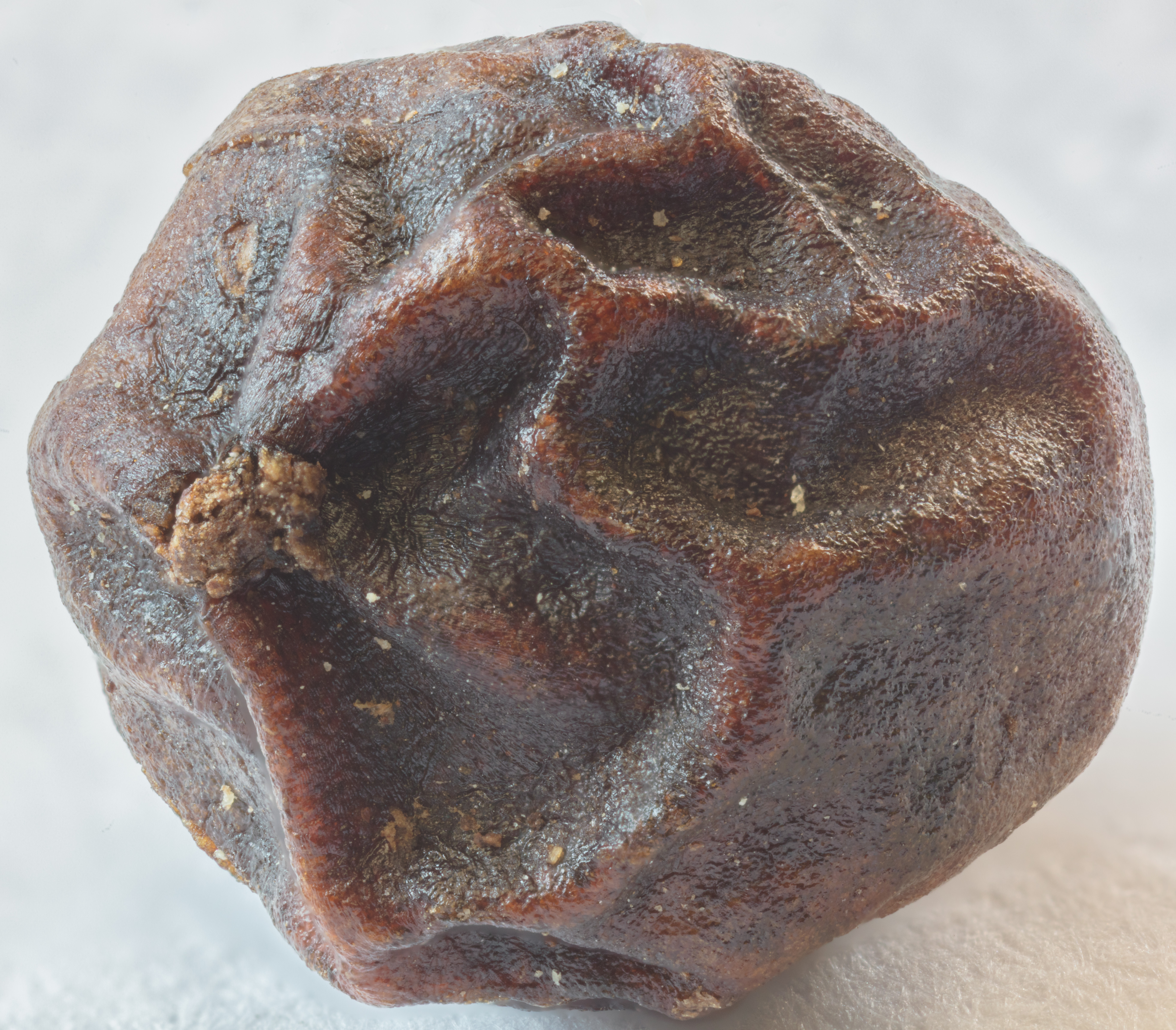
Detalle de un grano de pimienta negra

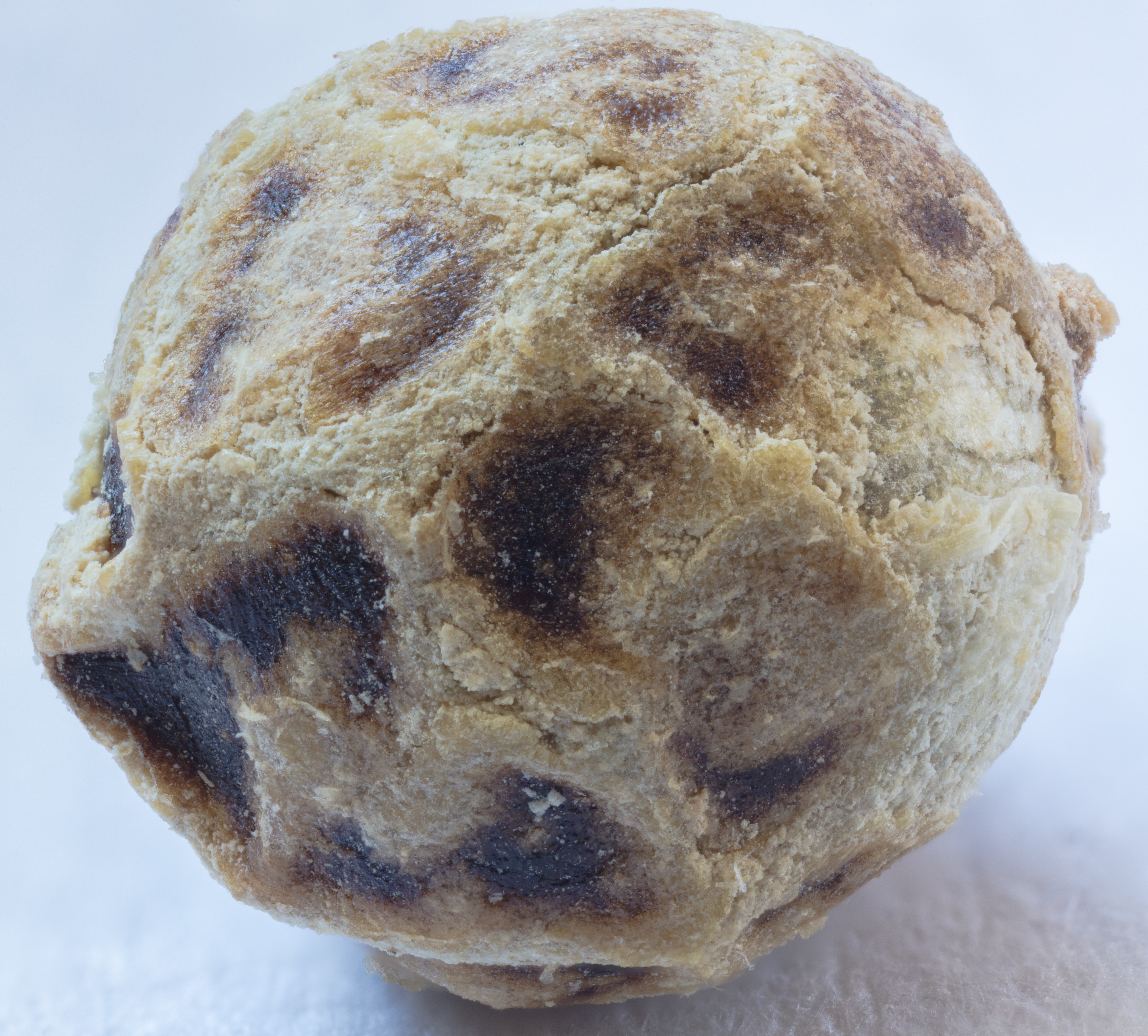
Detalle de un grano de pimienta blanca

- Se conoce como pimienta a varias especies americanas que los conquistadores confundieron con la ansiada pimienta oriental:
  - La pimienta de Jamaica (Pimenta dioica), llamada allspice en inglés por su rico aroma, similar al del clavo y al de la canela.
  - La pimienta malagueta o guayabita (Pimenta racemosa), bayas del árbol de malagueta, originario de las Antillas y las Guayanas. Sus múltiples aromas conjugan el de las especias como la pimienta, canela, nuez moscada, clavo de olor y jengibre.
  - El pimentero brasileño, turbinto, pimienta rosada o rosa, falsa pimienta, pimienta del Brasil o aroeira, Schinus terebinthifolius (sin. Schinus molle), pariente en realidad del pistacho y el lentisco.
  - La pimienta mapuche o pimienta de canelo, obtenida del árbol Drimys winteri (llamado comúnmente «canelo» en Chile y Argentina), el cual se utiliza como una especia alternativa a la pimienta común.
  - La pimienta de Cayena, pimienta roja o pimentón, el polvo molido de los frutos secos de varias especies de chiles picantes (Capsicum).
- A veces también se llama pimienta al polvo de Capsicum annuum, más conocido como «pimentón».
  - En las islas Canarias, la palabra «pimienta» se usa como sinónimo de «pimiento picante».
- También se conocen así varias especias del Viejo Mundo sin relación con Piper:
  - la pimienta africana o de Etiopía, Xylopia aethiopica.
  - la pimienta de Sichuán o sansho, Zanthoxylum piperitum, nativa de Extremo Oriente, cuyas semillas tostadas y molidas se emplean como condimento.
  - la pimienta de Tasmania, Tasmannia lanceolata, un árbol nativo de Oceanía cuyas bayas y hojas tienen un intenso aroma.
  - el árbol de baya de pimienta, Cryptocarya obovata, cuyo fruto es similar en aspecto a la pimienta de Tasmania, pero tóxico para el ser humano.
  - la pimienta acuática, Polygonum hydropiper, una hierba de las islas británicas cuyas hojas tienen un intenso sabor picante.
  - la pimienta de los monjes o sauzgatillo, Vitex agnus-castus, un arbusto cuya drupa negruzca se empleó medicinalmente.
  - la pimienta de muros o siempreviva picante, Sedum acre, una planta suculenta ornamental.